# Piotr Andrusieczko
Piotr Andrusieczko (ur. 1971, ukr. Петро Андрусечко) – polski etnolog, politolog, publicysta i dziennikarz, redaktor naczelny czasopisma „Ukraiński Żurnal”.

## Życiorys
Pochodzi z rodziny ukraińskiej. Jego rodzice zostali przesiedleni do Koszalina w czasie akcji „Wisła”. Ukończył studia w Instytucie Etnologii i Antropologii Kulturowej Uniwersytetu im. Adama Mickiewicza w Poznaniu. W 2003 uzyskał na Wydziale Historycznym UAM stopień doktora nauk humanistycznych w zakresie etnologii na podstawie pracy pt. Sytuacja narodowościowa na terenie Ukrainy po rozpadzie ZSRR, na podstawie prasy polskiej i ukraińskiej.
Pracował jako wykładowca, m.in. w Instytucie Historii i Politologii na Wydziale Filologiczno-Historycznym Akademii Pomorskiej w Słupsku. Jako dziennikarz publikował m.in. w „Głosie Wielkopolskim” i „Nowej Europie Wschodniej”. Współpracował z „Naszym Słowem”. Był redaktorem naczelnym czasopisma „Ukraiński Żurnal”.
Od 2013 relacjonuje dla polskich mediów wydarzenia na Ukrainie: na Majdanie w Kijowie, na Krymie oraz w Donbasie. Współpracował z TVP, TVN24 Biznes i Świat, Tok FM i Polskim Radiem. Od kwietnia 2014 jest współpracownikiem „Gazety Wyborczej. Od stycznia 2017 roku związany z zespołem projektu Outriders, w którym odpowiada za regularne depesze z Ukrainy i Europy Wschodniej.
Był uczestnikiem misji obserwacyjnych na wybory parlamentarne i prezydenckie na Ukrainie w latach: 2002, 2006, 2010, 2012 oraz członkiem Międzynarodowej Misji Eksperckiej na wybory prezydenckie na Ukrainie w 2014.

## Odznaczenia i wyróżnienia
- Dziennikarz Roku (2014)[8]
- Order „Za zasługi” (Ukraina) (nadanie 2022[9][10]; wręczenie 2025[11])